# Xi'an
Xi'an (西安 en xinès, Xī'ān en pinyin, Hsi-An en Wade-Giles; antigament, Chang'an) és la capital de la província de Shaanxi, Xina. Antiga capital de la Xina, i extrem oriental de la ruta de la Seda, prop de la ciutat s'hi van trobar els coneguts Guerrers de Xi'an i el mausoleu del Primer Emperador.
A la mateixa ciutat, destaca la Muralla de Xi'an, que data del segle xv i va ser construïda sobre fortificacions anteriors. Té un perímetre de catorze kilòmetres i una amplada que en uns quants trams supera els vint metres. Té quatre grans entrades coincidint amb els punts cardinals. Dins de la muralla destaca el Barri Musulmà, en el qual destaca la Gran Mesquita de Xi'an construïda a la darrera del segle viii. Els carrerons del barri són plens de botigues d'artesania i restaurants i a la nit es converteix en un gran restaurant al carrer. Al centre geogràfic de la ciutat antiga hi ha la Torre de la Campana i la Torre del Timbal, que daten del segle xiv i que marcaven les hores i convocaven la població en cas de perill. Destaca també la Pagoda de l'Oca Salvatge, temple del segle vii, centre de penetració del budisme a la Xina.

## Nom
Xi'an és la romanització pinyin àtona de la pronunciació mandarina del seu nom西安, que significa pau occidental en xinès. (L'apòstrof, conegut en xinès com a隔音符號, géyīn fúhào, s'hauria d'incloure per distingir la seva pronunciació de la síl·laba xian). El nom va ser adoptat el 1369 sota la dinastia Ming primerenca. Els missioners jesuïtes van registrar el seu nom com "Si-ngan" o "Si-ngan-fou" pel ser seu d'una prefectura (府, fǔ). Aquesta forma encara apareix en el nom llatí de la diòcesi catòlica de Xi'an, archidioecesis Singanensis. El nom va ser romanitzat més tard com Hsi-an per Wade-Giles i com Sianfu o Sian per l'oficina de correus imperial de Qing, tots dos eren comuns fins a l'adopció general del pinyin.
L'àrea de l'actual Xi'an ha estat el lloc de diverses antigues ciutats xineses importants. Les capitals de Zhou de l'Oest eren les ciutats bessones de Feng i Hao, conegudes col·lectivament com a Fenghao, situades a la riba oposada del riu Feng a la seva confluència amb la riba sud del Wei als suburbis occidentals de l'actual Xi'an. La capital de Qin, Xianyang, es va erigir al nord del Wei durant el període dels Estats Combatents i va ser succeïda per la capital de la dinastia Han occidental de Chang'an (長安), que significa pau perpètua, que es trobava al sud del Wei i cobria la zona central de Xi'an actual. Durant el Han oriental, Chang'an també era coneguda com la capital occidental (西), anomenada per la seva posició homònima amb relació a la capital principal de Luoyang. Sota els Sui, el seu nom es va convertir en Daxing (大, Molt Pròsper) l'any 581 dC. Sota els Tang, el nom va tornar a Chang'an l'any 618. Sota la dinastia mongol Yuan (segles XIII i XIV), va tenir una successió de noms: Fengyuan (奉元), Anxi (安西, Oest pacífic) i Jingzhao (京兆). El nom Ming Xi'an es va tornar a canviar a Xijing (Capital occidental, com més amunt) entre 1930 i 1943.

## Història

### Prehistòria
L'home de Lantian va ser descobert el 1963 al comtat de Lantian, 50 km al sud-est de Xi'an, i es remunta a almenys 500.000 anys abans de l'actualitat. Un poble neolític de 6.500 anys d'antiguitat, Banpo, va ser descobert el 1953 als afores oriental de la ciutat pròpiament dita, que conté les restes d'uns quants assentaments neolítics ben organitzats datats per carboni de fa 5.600-6.700 anys. El lloc és ara la seu del Museu Banpo de Xi'an, construït l'any 1957 per preservar la col·lecció arqueològica.

### Època antiga

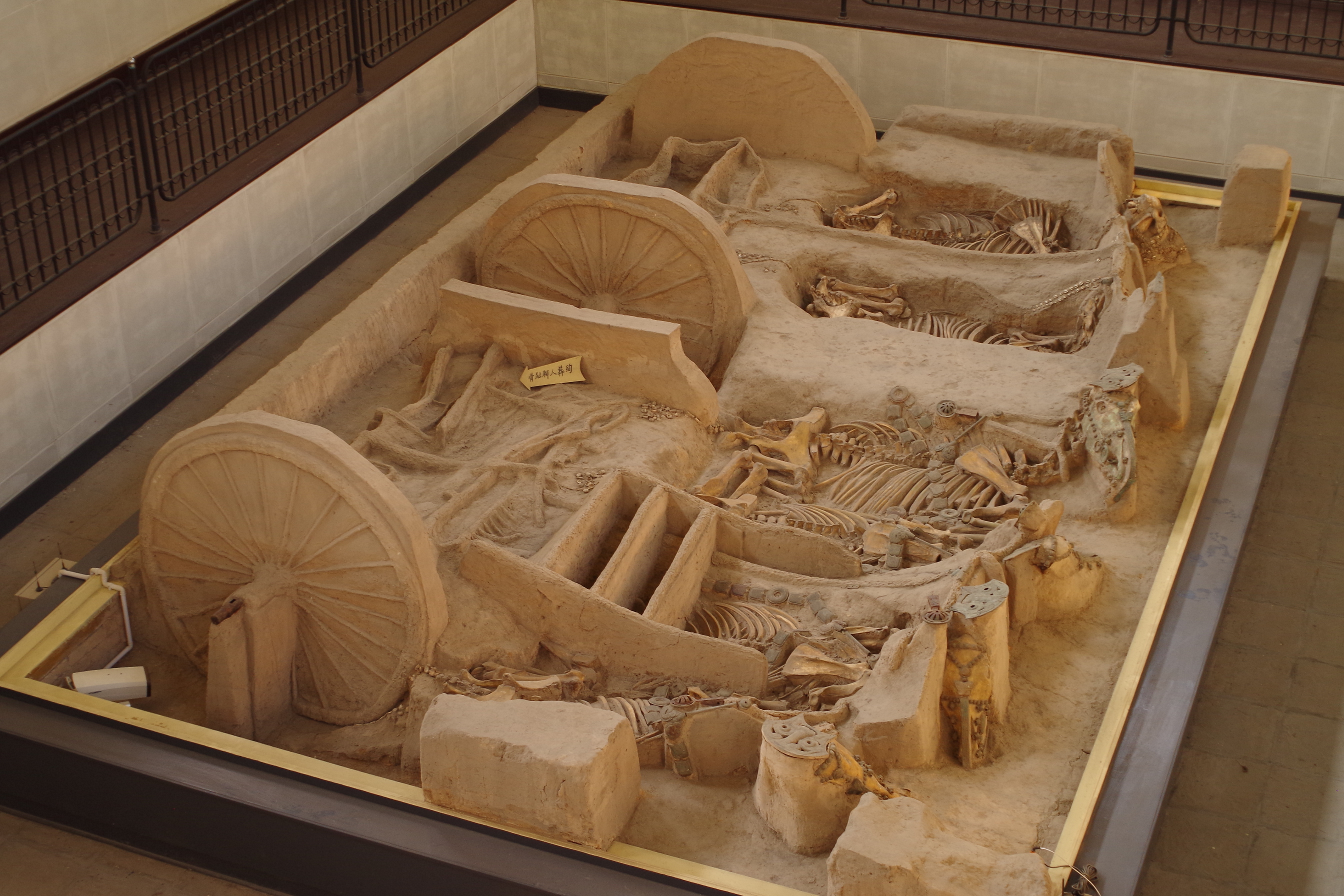
Restes de carruatges i cavalls a Fenghao a Zhou de l'Oest (segles XI-VIII). BC)

Xi'an es va convertir en un centre cultural i polític de la Xina al segle XI aC amb la fundació de la dinastia Zhou. La capital de Zhou es va establir als assentaments bessons de Fengjing (灃京 ) i Haojing (鎬京 ), conjuntament conegut com Fenghao, situat al sud-oest de la Xi'an contemporània. L'assentament també era conegut com Zōngzhōu (宗周) per indicar el seu paper com a capital dels estats vassalls. L'any 738 aC, el rei Ping de Zhou va traslladar la capital a Luoyang a causa dels disturbis polítics.

### Era imperial
El primer emperador de la Xina, Qin Shi Huangdi va ordenar la construcció de l'exèrcit de terracota i el seu mausoleu just a l'est de Xi'an gairebé immediatament després de la seva ascensió al tron.
L'any 202 aC, l'emperador fundador Liu Bang de la dinastia Han va establir la seva capital al comtat de Chang'an; el seu primer palau, el Palau de Changle (長樂宮, Felicitat perpètua) es va construir a l'altra banda del riu des de les ruïnes de la capital de Qin. Tradicionalment es considera la data de fundació de Chang'an. Dos anys més tard, Liu Bang va construir el palau de Weiyang (未央宮, Palau sense fi) al nord de l'actual Xi'an. El palau de Weiyang va ser el palau més gran mai construït a la Terra, amb una superfície 4,8 km² que és 6,7 vegades la mida de l'actual Ciutat Prohibida i 11 vegades la mida de la Ciutat del Vaticà. La muralla original de Xi'an es va iniciar l'any 194 aC i va trigar 4 anys a acabar-se. En acabar, el mur feia 25,7 km de longitud i de 12 a 16 m² de gruix a la base, tancant una àrea de 36 km². L'any 190, enmig d'aixecaments i rebel·lions just abans del període dels Tres Regnes, Dong Zhuo, un poderós senyor de la guerra del proper Xiliang, va traslladar la cort de Luoyang a Chang'an per intentar evitar una coalició d'altres poderosos senyors de la guerra contra ell.
Després d'uns quants centenars d'anys de disturbis, la dinastia Sui va reunir la Xina l'any 582. L'emperador de Sui va ordenar que es construís una nova capital al sud-est de la capital Han, anomenada Daxing. Constava de tres seccions: la Ciutat Imperial, la secció de palau i la secció civil, amb una superfície total de 84 km² dins les muralles de la ciutat. En aquell moment, era la ciutat més gran del món. La ciutat va ser rebatejada Chang'an per la dinastia Tang. A mitjans del segle VII, després de tornar del seu pelegrinatge a l'Índia, el monjo budista Xuanzang va establir una escola de traducció d'escriptures sànscrites.
La construcció de la pagoda gegant de l'oca salvatge va començar l'any 652. Aquesta pagoda tenia 64 m d'alçada, i va ser construït per emmagatzemar les traduccions dels sutres budistes obtingudes de l'Índia per Xuan Zang. L'any 707 es va iniciar la construcció de la petita pagoda de l'oca salvatge. Aquesta pagoda feia 45 m d'alçada en el moment de la finalització, i va ser construït per emmagatzemar les traduccions dels sutres budistes de Yijing. El gran terratrèmol de Shaanxi de 1556 va acabar danyant la torre i va reduir la seva alçada a 43,4 m.
L'estela nestoriana és una estela xinesa Tang erigida l'any 781 que documenta 150 anys del primer cristianisme a la Xina. És un bloc de pedra calcària de 279 cm d'alçada amb text en xinès i siríac que descriu l'existència de comunitats cristianes a diverses ciutats del nord de la Xina. Revela que l'església cristiana nestoriana inicial havia aconseguit el reconeixement de l'emperador Tang Taizong, a causa dels esforços del missioner cristià Alopen l'any 635.
Chang'an va ser desmantellada al final de la dinastia Tang l'any 904, i els habitants van ser forçats a traslladar-se a Luoyang, la nova capital de Liang. Només una petita zona de la ciutat va continuar ocupada com a prefectura militar. Durant la dinastia Ming, es va construir una nova muralla l'any 1370 i es manté intacte fins als nostres dies. La paret mesura 11,9 km de circumferència, 12 m d'alçada i de 15 a 18 m de gruix a la base; també es va construir un fossat fora muralles. La nova muralla i el fossat protegirien una ciutat molt més petita de 12 km².

### Època moderna

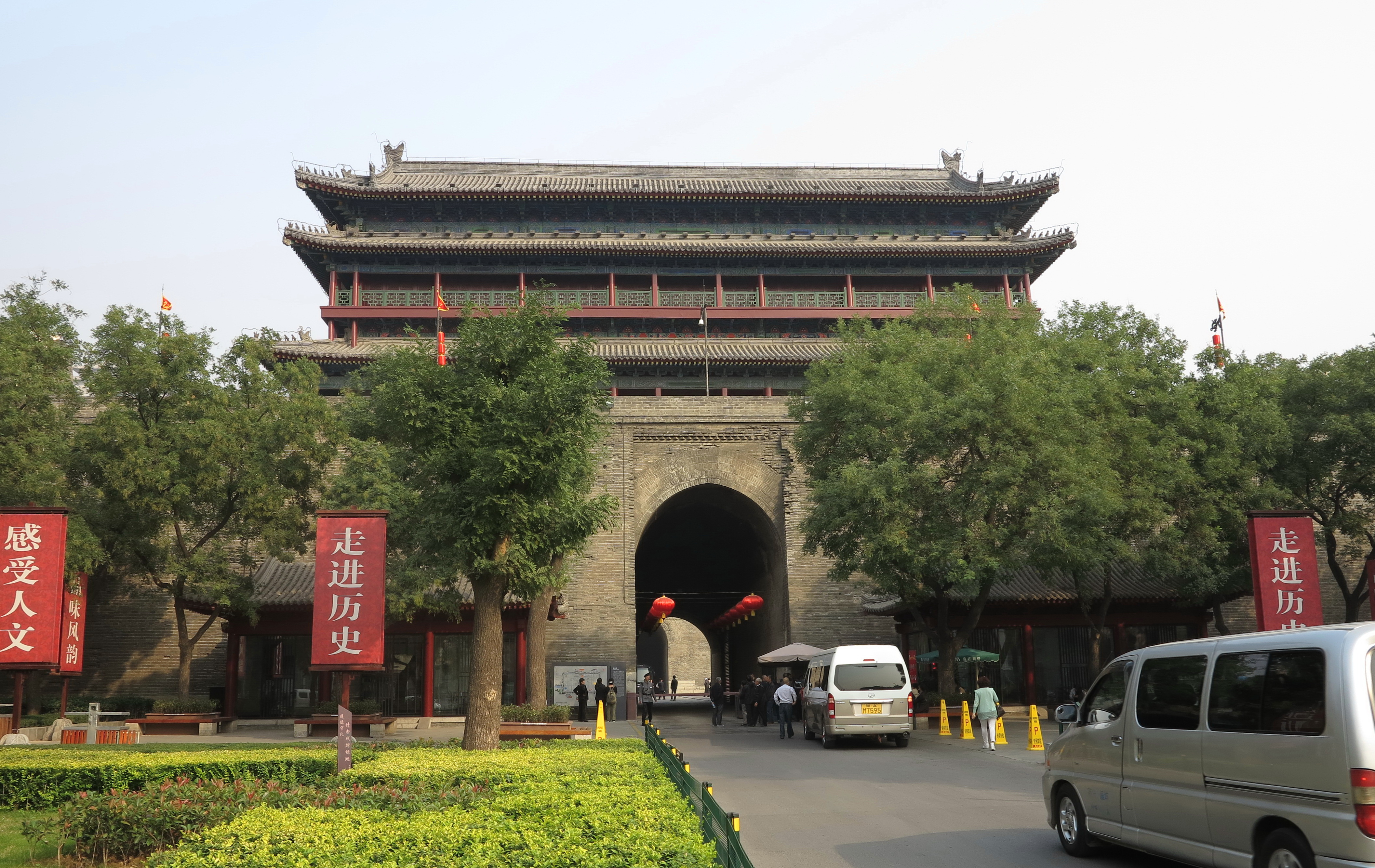
Porta Est de Xi'an

La dinastia Qing va establir un barri de l'estendard manxú emmurallada al nord-est de Xi'an, al lloc de l'antic palau del príncep Ming de Qin. Es va establir un barri d'estendards Han al sud-est de la ciutat.
Els estendards manxú de la guarnició de la bandera de Xi'an van ser elogiats pel manteniment de la cultura manxú el 1703. Es deia que els manxús de la guarnició de Xi'an conservaven la cultura manxú molt millor que tots els altres manxús en habilitats marcials a les guarnicions provincials i eren capaços de tirar correctament els seus arcs i fer tir amb arc de cavalleria, a diferència dels manxú de Pequín. A l'emperador Qianlong li van fer un monument commemoratiu que es va quedar a Xi'an. Els banderistes encara tenien habilitats marcials, en un memorial de 1737 de Cimbu. A la dècada de 1780, les habilitats militars dels estandartes manxú de Xi'an van caure molt. Les dones manxús de la guarnició de Xi'an sovint abandonaven la guarnició manxú emmurallada i anaven a aigües termals fora de la ciutat, i es van guanyar mala reputació per les seva vida sexual. Un manxú de Pequín, Sumurji, va quedar sorprès i disgustat, per això després de ser nomenat tinent general de la guarnició manxú de Xi'an i va informar a l'emperador Yongzheng què estaven fent. Els civils han i els estendards manxú a Xi'an tenien males relacions, amb els estendards intentant robar als mercats. El tinent general manxú Cimbru va informar d'això a l'emperador Yongzheng el 1729, després que hi fos assignat. Aleshores, el Yongzheng va ordenar al governador Yue Rui de Shandong que denunciés qualsevol estendards que es portés malament i li va advertir que no ho encobrira l'any 1730, després que els estendards manxúes fossin traslladats a Qingzhou. Els estendards manxú de les guarnicions de Xi'an i Jingzhou van lluitar a Xinjiang a la dècada de 1770 i els manxú de la guarnició de Xi'an van lluitar en altres campanyes contra els dzungars i els uigures al llarg dels anys 1690 i el segle XVIII. A la dècada de 1720, les guarnicions de bandera manxú de Jingzhou, Hangzhou i Nanjing van lluitar al Tibet.
Durant els més de 200 anys que van viure l'un al costat de l'altre, els civils han i els estandarts manxú d'ambdós gèneres a Xi'an no es van casar entre ells. La dinastia Qing va modificar la seva llei sobre matrimonis mixts entre civils Han i banders manxú diverses vegades durant la dinastia. Al començament de la dinastia Qing, els Qing van permetre als civils Han casar-se amb dones manxú. Aleshores, els Qing van prohibir als civils casar-se amb dones de les vuit banderes més tard. El 1865, els Qing van permetre als homes civils Han casar-se amb dones banderes manxú a totes les guarnicions, excepte a la guarnició de la capital de Pequín. No hi havia cap llei formal sobre el matrimoni entre persones en les diferents banderes, com les banderes Manxú i Han, però estava regulada de manera informal per l'estatus social i el costum. Al nord-est de la Xina, com Heilongjiang i Liaoning, era més habitual que les dones manxúes es casessin amb homes Han, ja que no estaven sotmeses a les mateixes lleis i control institucional que els Manxú i els Han a Pequín i altres llocs.
En un llibre publicat l'any 1911, el sociòleg estatunidenc Edward Alsworth Ross va escriure sobre la seva visita a Xi'an just abans de la revolució de Xinhai: «A Sianfu, el barri tàrtar és una imatge lamentable de parets enfonsades, decadència, indolència i miserable. En el gran simulacre. Als terrenys es veuen les pistes per les quals el genet galopa i llança fletxes a un objectiu mentre els mandarins militars tàrtars els miren. Aquests estendards mandrosos van ser jutjats en el nou exèrcit, però van resultar flàccids i bons per a res; es trencarien en un La marxa ordinària de vint quilòmetres, amb les seves pensions hereditàries, s'han lliurat a la peresa i al vici, i el seu pobre desenvolupament del pit, els seus petits músculs febles i les famílies en disminució prefiguren la mort primerenca fora de l'estoc. On hi ha una millor il·lustració de la veritat que el parasitisme porta a la degeneració?». Ross va parlar molt bé de la població Han i Hui de Xi'an, Shaanxi i Gansu en general, dient: «Després d'una quinzena de brossa de mules, veiem l'antiga Sianfu groc, la capital occidental, amb el seu terç d'un milió d'ànimes. la triple porta fortificada el motlle facial canvia bruscament i apareix el tipus intel·lectual refinat. Ací i allà es veuen cares d'una puresa hel·lènica de trets i no són estranys nens bonics.Aquestes ciutats xineses fan adonar-se de com s'aplega la crema de la població al centres urbans. A tot arreu les oportunitats de les ciutats han estat un imant per a l'elit del camp obert».
L'octubre de 1911, durant la revolució de Xinhai, els revolucionaris van assaltar el fort manxú a Xi'an. La majoria dels 20.000 manxús de la ciutat van ser assassinats. Els hui (musulmans; llavors anomenats mahometans) estaven dividits en el seu suport a la revolució. Els de Shaanxi van donar suport als revolucionaris, mentre que els de Gansu van donar suport als Qing. Els hui de Xi'an (província de Shaanxi) es van unir als revolucionaris xinesos Han en la matança dels manxús. Alguns manxú rics van sobreviure sent rescatats. Els xinesos han rics van esclavitzar les noies manxú i les tropes xineses pobres han es van apoderar de dones joves manxú com a dones. Els musulmans hui també van apoderar de noies manxú guapes i les van criar com a musulmans.
Un missioner britànic que va presenciar la massacre va comentar que «Vells i joves, homes i dones, nens, tots van ser massacrats... Les cases van ser saquejades i després cremades; els que s'haurien volgut amagar fins que passava la tempesta, es van veure obligats a Els revolucionaris, protegits per un parapet de la muralla, van abocar un foc pesat, incessant i implacable a la condemnada ciutat tàrtara (manxú), els que van intentar fugir d'allí a la ciutat xinesa van ser abatuts a mesura que emergien. des de les portes».
El 1936, l'incident de Xi'an (aleshores Sian) va tenir lloc a la ciutat durant la guerra civil xinesa. L'incident va portar el Kuomintang (KMT) i el Partit Comunista Xinès a una treva per concentrar-se en la lluita contra la invasió japonesa.
L'11 de març de 1938 va esclatar per primera vegada una batalla aèria sobre Xi'an quan els avions de la Força Aèria de l'Exèrcit Imperial Japonès van atacar la ciutat, i van ser enfrontats per avions de caça I-15 de la Força Aèria xinesa, dirigits pel tinent Cen Zeliu de el 5è Grup de persecució, 17è Esquadró. Mentre va ser atacada repetidament per aire, Shaanxi va ser fortament fortificada per unitats del Vuitè Exèrcit de Ruta; Xi'an mai va ser presa per les forces japoneses.
El 20 de maig de 1949, l'Exèrcit Popular d'Alliberament, controlat pels comunistes, va capturar la ciutat de Xi'an a les forces del Guomindang.
Durant l'era de Mao, Xi'an es va desenvolupar encara més com a part de la construcció del Tercer Front.
Xi'an va ser notícia per ser una de les moltes ciutats on es van produir les manifestacions antijaponeses de la Xina del 2012.
El 2022, Xi'an va presenciar el brot comunitari de COVID-19 més gran des dels primers mesos de la pandèmia que va afectar la Xina. Des del 23 de desembre de 2021, la ciutat es va posar en estricte bloqueig després que les autoritats locals van informar de més de 250 casos, rastrejats per les autoritats a la variant Delta. Això va comportar una atenció sanitària estressada i un retard o un lliurament insuficient d'aliments a alguna part de la ciutat. Les restriccions de Xi'an es van aixecar el 24 de gener

## Geografia

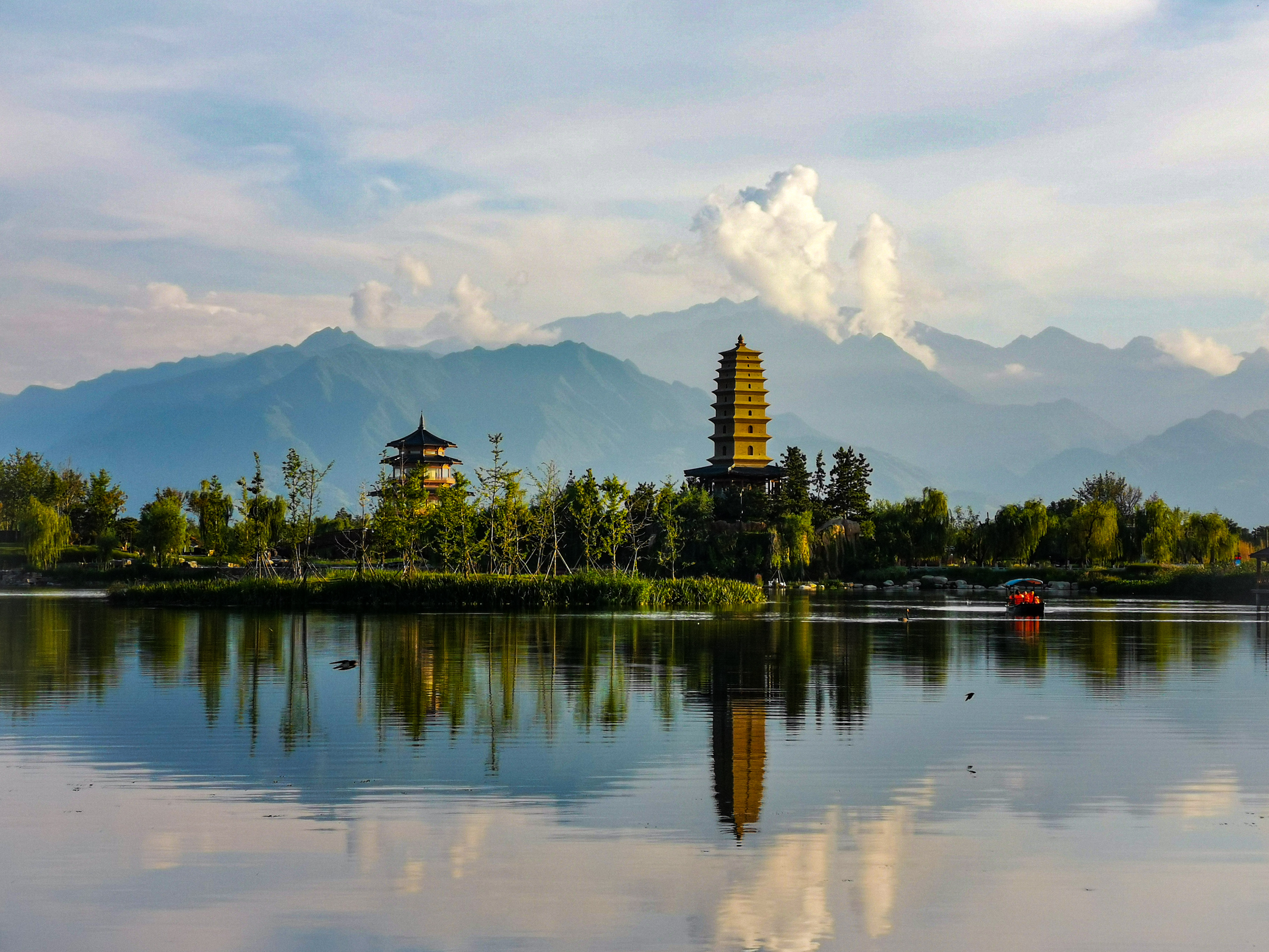
Llac Meibei, districte de Huyi, Xi'an

Xi'an es troba a la plana de Guanzhong, a la part central-sud de la província de Shaanxi, en una plana inundable creada pels vuit rius i rierols circumdants.
La ciutat limita amb el peu nord de les muntanyes Qin (Qinling) al sud, i les ribes del riu Wei al nord. Hua Shan, una de les cinc muntanyes sagrades taoistes, es troba 100|km lluny a l'est de la ciutat. No gaire lluny al nord hi ha l'altiplà de Loess.

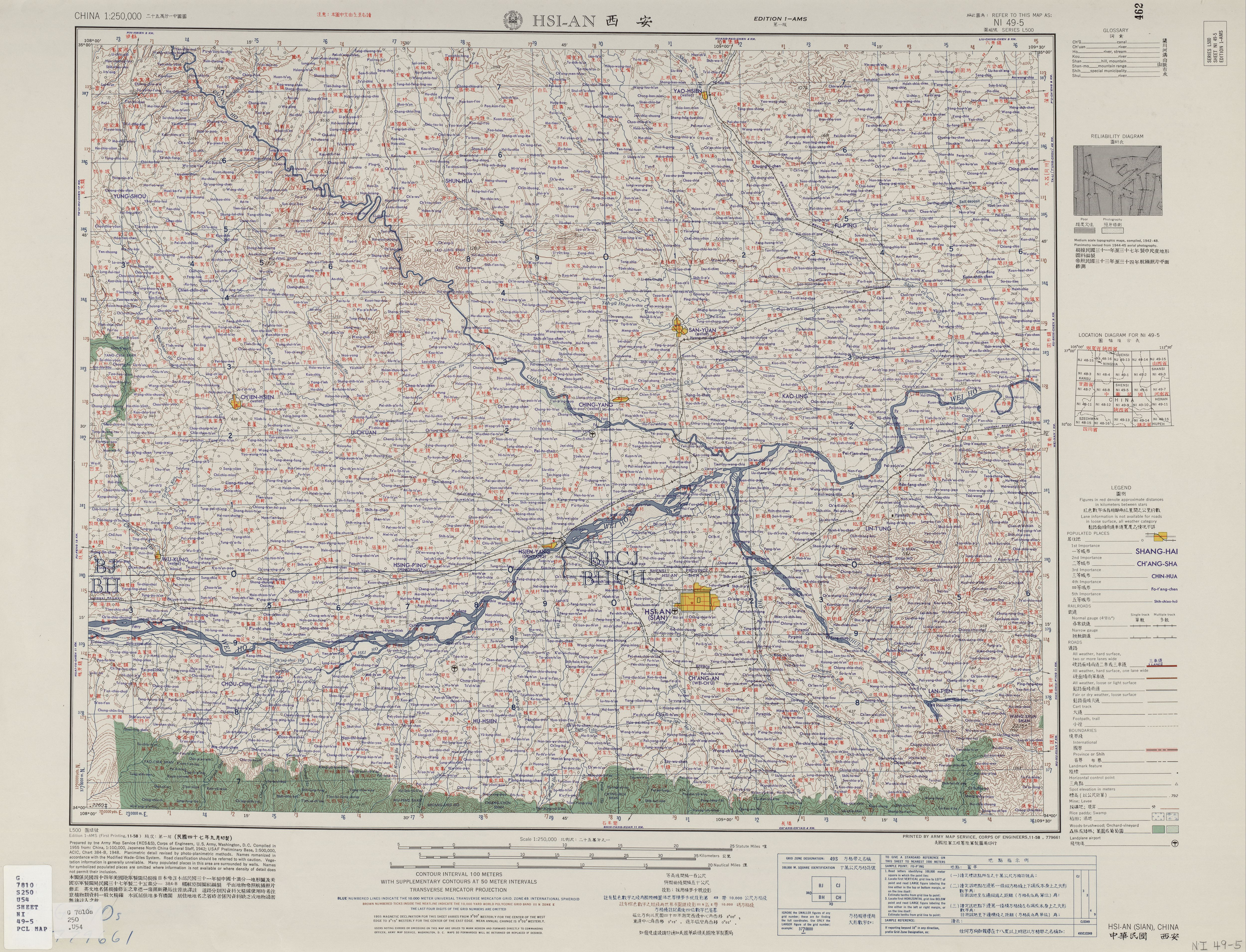
Mapa que inclou Xi'an (etiquetat HSI-AN (SIAN) (emmurallat)) (AMS, 1955)

Al començament de la dinastia Han, el cap de l'estat major Zhang Liang va aconsellar a l'emperador Liu Bang que escollis Guanzhong com a capital de la dinastia Han: «La plana de Guanzhong es troba darrere del mont Xiao i el pas de Hangu, i connecta Long (Gansu) i Shu (Sichuan). La zona es pot anomenar un castell irònic que s'estén per milers de milles, i és rica en collita com la nació del cel». (关中左崤函，右陇蜀，沃野千里，此所谓金城千里，天府之国也 ) Des de llavors, Guanzhong també és coneguda com la Nació del Cel.

## Turisme
A causa dels nombrosos monuments històrics de la ciutat i d'una gran quantitat de ruïnes i tombes antigues als voltants, el turisme ha estat un component important de l'economia local, i la regió de Xi'an és una de les destinacions turístiques més populars de la Xina.
Alguns dels llocs més coneguts de Xi'an són:
- La ciutat està envoltada per una muralla ben conservada que va ser reconstruïda al segle XIV durant la dinastia Ming i es va basar en el palau imperial interior de la dinastia Tang.
- El mausoleu de Qin Shi Huang i el seu exèrcit de terracota es troben 40 km a l'est del centre de la ciutat, als suburbis de la ciutat.
- El Campanar i la Torre del Tambor, tots dos es troben a l'eix central de la ciutat
- El barri musulmà de la ciutat, on es troba la Gran Mesquita de Xi'an
- La pagoda gegant de l'oca salvatge i la petita pagoda de l'oca salvatge són torres espectaculars i ambdues tenen més de 1.000 anys i han sobreviscut a grans terratrèmols.
- El bosc de les esteles és famós per les seves nombroses inscripcions històriques i obres de pedra.[53]
- El temple de Famen i la seva imponent pagoda es troben 120 km a l'oest de Xi'an.
- Temple Xi Ming
- Temple Wolong a Kaitong Lane
- Temple Xingjiao a Shaolin Yuan
- Temple Jianfu i el Museu de Xi'an.
- El poble neolític de Banpo
- El Museu d'Història de Shaanxi, que té una gran col·lecció d'artefactes històrics
- Les aigües termals de Huaqing, al peu del mont Li, tenen una història de 6.000 anys, el palau adjacent de Huaqing té una història de 3.000 anys. Classificat entre els Cent Jardins Famosos de la Xina, també té l'estatus d’Unitat Nacional de Protecció de Relíquies Culturals i Zona Escènica Clau Nacional.
- Parc del Patrimoni Nacional del Palau Daming, lloc de l'antiga residència reial dels emperadors de la dinastia Tang
- Parc forestal nacional Mount Li
- Parc forestal nacional del mont Zhongnan

## Fills il·lustres
- Chen Zhongshi (1942 - 2016) escritor. Premi Mao Dun de Literatura de l'any 1997.
- Huang Jianxin (1954 -) guionista, productor i director de cinema
- Xia Jia (1987 -) escriptora

## Bibliografiа
- Du Halde, Jean-Baptiste. Description Géographique, Historique, Chronologique, Politique, et Physique de l'Empire de la Chine et de la Tartarie Chinoise [A Geographical, Historical, Chronological, Political, and Physical Description of the Empire of China and Chinese Tartary.  The Hague: H. Scheurleer, 1736..
- Du Halde, Jean-Baptiste. The General History of China, 3rd ed..  Londres: J. Watts, 1741..
- Heng, Chye Kiang. Singapore University Press. Cities of Aristocrats and Bureaucrats: The Development of Medieval Chinese Cityscapes, 1999. ISBN 978-9971-69-223-0..
- Stanford, Edward. Complete Atlas of China, 2nd ed..  Londres: China Inland Mission, 1917..
- Woo, J.K. «A Newly Discovered Mandible of the Sinanthropus Type: Sinanthropus Lantianensis». Scientia Sinica, 1964, pàg. 801–811. PMID: 14170540..